# سانت‌آجاپیتو
سانت‌آجاپیتو (به ایتالیایی: Sant'Agapito) یک کومونه در ایتالیا است که در استان ایسرنیا واقع شده‌است. سانت‌آجاپیتو ۱۵٫۸ کیلومتر مربع مساحت و ۱٬۳۷۵ نفر جمعیت دارد.